# Ngaruawahia
Ngaruawahia is een plaats (town) op het Noordereiland van Nieuw-Zeeland met circa 4000 inwoners. Het ligt op de plek waar de rivieren Waikato en Waipa samenkomen. Deze historische nederzetting is een belangrijk Maori-bolwerk.